# Kheibar Shekan (missile balistique)
 (juillet 2024).
 (juillet 2024).
La mise en forme du texte ne suit pas les recommandations de Wikipédia : il faut le « wikifier ».
Les points d'amélioration suivants sont les cas les plus fréquents. Le détail des points à revoir est peut-être précisé sur la page de discussion.
- Les titres sont pré-formatés par le logiciel. Ils ne sont ni en capitales, ni en gras.
- Le texte ne doit pas être écrit en capitales (les noms de famille non plus), ni en gras, ni en italique, ni en « petit »…
- Le gras n'est utilisé que pour surligner le titre de l'article dans l'introduction, une seule fois.
- L'italique est rarement utilisé : mots en langue étrangère, titres d'œuvres, noms de bateaux, etc.
- Les citations ne sont pas en italique mais en corps de texte normal. Elles sont entourées par des guillemets français : « et ».
- Les listes à puces sont à éviter, des paragraphes rédigés étant largement préférés. Les tableaux sont à réserver à la présentation de données structurées (résultats, etc.).
- Les appels de note de bas de page (petits chiffres en exposant, introduits par l'outil «  Source ») sont à placer entre la fin de phrase et le point final[comme ça].
- Les liens internes (vers d'autres articles de Wikipédia) sont à choisir avec parcimonie. Créez des liens vers des articles approfondissant le sujet. Les termes génériques sans rapport avec le sujet sont à éviter, ainsi que les répétitions de liens vers un même terme.
- Les liens externes sont à placer uniquement dans une section « Liens externes », à la fin de l'article. Ces liens sont à choisir avec parcimonie suivant les règles définies. Si un lien sert de source à l'article, son insertion dans le texte est à faire par les notes de bas de page.
- La présentation des références doit suivre les conventions bibliographiques. Il est recommandé d'utiliser les modèles {{Ouvrage}}, {{Chapitre}}, {{Article}}, {{Lien web}} et/ou {{Bibliographie}}. Le mode d'édition visuel peut mettre en forme automatiquement les références.
- Insérer une infobox (cadre d'informations à droite) n'est pas obligatoire pour parachever la mise en page.

Pour une aide détaillée, merci de consulter Aide:Wikification.
Si vous pensez que ces points ont été résolus, vous pouvez retirer ce bandeau et améliorer la mise en forme d'un autre article.
Kheibar Shekan ou Kheibarshekan ( persan : خیبرشکن littéralement « Briseur de forteresse ») est un missile balistique à moyenne portée à propergol solide iranien utilisé par les Forces aérospatiales du Corps des gardiens de la révolution islamique. Il appartient à la troisième génération de missiles du corps des gardiens et a été dévoilé lors d'une cérémonie à laquelle ont assisté de hauts commandants militaires iraniens à l'occasion du 43e anniversaire de la révolution iranienne en 2022.
Le missile utilise du carburant solide et possède la capacité de manœuvrer pendant la phase terminale (entrée dans l'atmosphère), ce qui confère à l'ogive une capacité de contournement des possibles défenses antimissiles. Sa portée annoncée est de 1 450 km.

## Étymologie
Kheibar Shekan signifie « Briseur de forteresse ». « Kheibar » (Khaybar en français) est la forteresse juive qui a été conquise par les musulmans au début de l'islam. « Shekan » est équivalent à « Casseur » ou « Briseur ».

## Spécifications
Le missile Kheibar Shekan utilise un moteur-fusée à propergol solide et pèse moins que les précédents missiles iraniens. Il a un rayon d'action défini de plus de 1 400 kilomètres, sa grande manœuvrabilité et ses capacités d'évasion le distinguent par rapport aux autres missiles du même gabarit. Il est aussi référencé comme un missile de précision à longue portée.
Ce missile peut être considéré comme une nouvelle génération de missiles et une évolution profonde dans le domaine des développements des missiles de la république islamique d'Iran,,.
Kheibar Shekan fait partie de la troisième génération de missiles à longue portée du Corps des gardiens de la révolution islamique, qui utilisent un propergol solide et manœuvrable en phase terminale, pouvant traverser des défenses antimissiles. Une autre caractéristique importante du missile est sa conception. Celui-ci a une masse inférieure jusqu'à un tiers que des modèles similaires tels que le missile Zolfaghar (en)et son temps de préparation et de tir est réduit de 83%. En raison de la conception de l'ogive et des ailettes de bout d'aile spéciales, la possibilité de manœuvrer le missile dans la phase terminale pour contrer les systèmes de défense antimissile a été renforcée. Son ogive peut résister à des températures très élevées.

### Dimensions
Le missile Kheibar Shekan mesure 10,5 mètres de long, 80 centimètres de diamètre et pèse 4,5 tonnes dont une ogive de 500 kilogrammes. Son ogive est de type explosive. Le corps du missile est fait du même matériau composite que le missile Raad-500 (en).
L'un des avantages du missile Kheibar Shekan est ses dimensions réduites par rapport aux modèles similaires. Par conséquent, dans les bases de missiles souterraines (en) où l'espace est limité, davantage d'entre elles peuvent être stockées.

### Ogive
Les dimensions plus imposantes de l'ogive augmentent sa maniabilité après son entrée dans l'atmosphère. Cela lui permet franchir plus efficacement la barrière des défenses antimissiles en vol. 
Son ogive de rentrée manœuvrable manœuvre lorsqu'elle pénètre dans l'atmosphère terrestre à l'aide d' ailettes de bout d'aile, ce qui réduit l'énergie cinétique et la vitesse pendant la manœuvre. Pour cette raison, au moment où l'ogive touche la cible, cela permet d'effectuer des manœuvres élaborées afin de neutraliser la défense aérienne de l'ennemi. La vitesse de l'ogive au moment de l'impact est estimée à Mach 3.
La configuration de l'ogive du missile Kheibar Shekan est de type conique en forme de triangle, qui est utilisée pour maintenir la stabilité de l'ogive lors des manœuvres complexes. La force de traînée générée par cette configuration est un peu plus élevée, mais elle est due à la maniabilité. Par conséquent, les concepteurs de ce missile, en faisant des compromis d'ingénierie, ont préféré la maniabilité à l'augmentation de la force de traînée,.

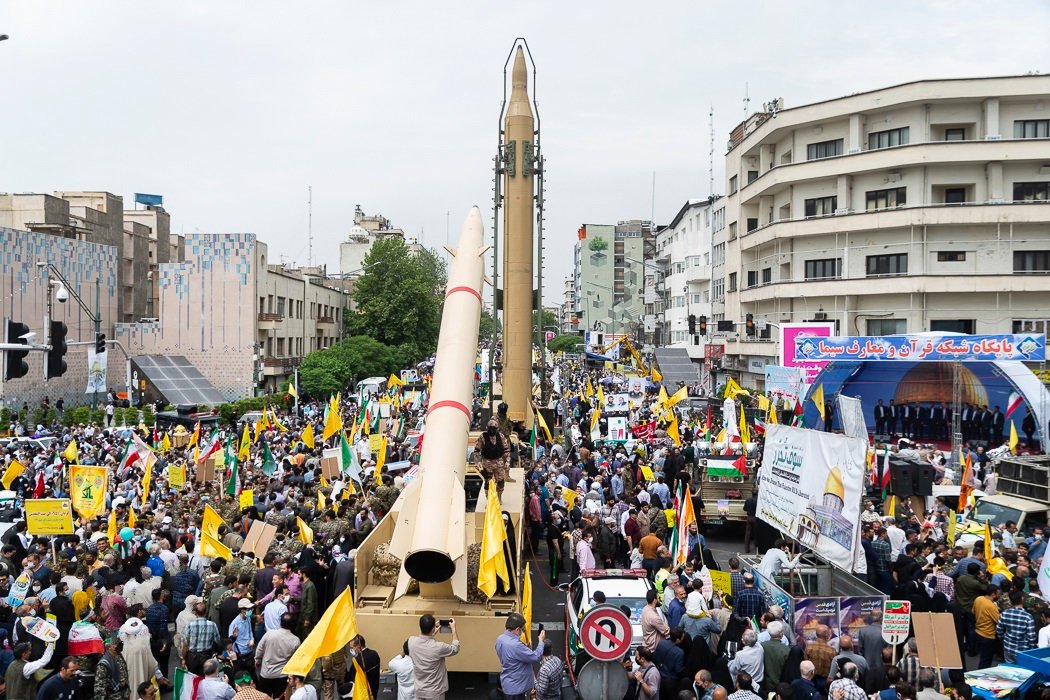
Kheibar Shekan exhibé durant la Journée mondiale d'Al-Quds

### Vélocité
Les images publiées montrent la vitesse élevée du missile avant qu'il quitte l'atmosphère terrestre, de sorte que le missile atteigne des vitesses supérieures à Mach 5 avant de quitter l'atmosphère. L'accélération élevée réduit considérablement les effets de décélération dus à la force gravitationnelle de la Terre, ce qui conduit finalement à une augmentation de la portée du missile,.

### Véhicule de lancement et transport
Le missile n'a pas besoin de tracteur-érecteur-lanceur pour être lancé.
Le missile peut utiliser une large gamme de lanceurs. Le lanceur utilisé pour le missile Kheibar Shekan est monté sur un châssis commercial à 10 roues qui peut également être camouflé en véhicule utilitaire ou en camion civil,,.